# Jugoslavia ai Giochi della XXII Olimpiade
La Jugoslavia partecipò ai Giochi della XXII Olimpiade, svoltisi a Mosca, Unione Sovietica, dal 19 luglio al 3 agosto 1980, con una delegazione di 164 atleti impegnati in diciassette discipline.

## Medaglie
| Medaglia | Nome       | Sport         | Evento           |
| -------- | ---------- | ------------- | ---------------- |
| Oro      | Jugoslavia | Pallacanestro | Torneo maschile  |
| Argento  | Jugoslavia | Pallanuoto    | Torneo maschile  |
| Bronzo   | Jugoslavia | Pallacanestro | Torneo femminile |

## Risultati

### Pallacanestro
- Uomini

| Atleta | Classifica |
| --- | ---------- |
| V · D · M Nazionale jugoslava - Pallacanestro ai Giochi della XXII Olimpiade - Torneo maschile 4 Knego · 5 Kićanović · 6 Žižić · 7 Nakić · 8 Jerkov · 9 Skroče · 10 Slavnić · 11 Ćosić · 12 Radovanović · 13 Krstulović · 14 Dalipagić · 15 Delibašić · All. Ranko Žeravica | Oro        |
| Nazionale jugoslava - Pallacanestro ai Giochi della XXII Olimpiade - Torneo maschile |            |
| 4 Knego · 5 Kićanović · 6 Žižić · 7 Nakić · 8 Jerkov · 9 Skroče · 10 Slavnić · 11 Ćosić · 12 Radovanović · 13 Krstulović · 14 Dalipagić · 15 Delibašić · All. Ranko Žeravica                                                                                                |            |

- Donne

| Atleta | Classifica |
| --- | ---------- |
| V · D · M Nazionale jugoslava - Pallacanestro ai Giochi della XXII Olimpiade - Torneo femminile 4 Đurašković · 5 Bećirspahić · 6 Komnenović · 7 Bjedov · 8 Mitić · 9 Ožegović · 10 Pekić · 11 Tonković · 12 Đurković · 13 Despotović · 14 Majstorović · 15 Perazić · All. Milan Vasojević | Bronzo     |
| Nazionale jugoslava - Pallacanestro ai Giochi della XXII Olimpiade - Torneo femminile |            |
| 4 Đurašković · 5 Bećirspahić · 6 Komnenović · 7 Bjedov · 8 Mitić · 9 Ožegović · 10 Pekić · 11 Tonković · 12 Đurković · 13 Despotović · 14 Majstorović · 15 Perazić · All. Milan Vasojević                                                                                                 |            |

### Pallanuoto
| Atleta | Classifica |                       |
| --- | --- | --------------------- |
| V · D · M Nazionale maschile jugoslava di pallanuoto · Giochi olimpici - Mosca 1980 Vezilić · Gopčević · Polić · Rudić · Mustur · Roje · Bebić · Trifunović · Lozica · Manojlović · Krivokapić · CT : Trifun Miro Ćirković | Argento |                       |
| Nazionale maschile jugoslava di pallanuoto · Giochi olimpici - Mosca 1980 | |                       |
| Vezilić · Gopčević · Polić · Rudić · Mustur · Roje · Bebić · Trifunović · Lozica · Manojlović · Krivokapić · CT: Trifun Miro Ćirković                                                                                      | Vezilić · Gopčević · Polić · Rudić · Mustur · Roje · Bebić · Trifunović · Lozica · Manojlović · Krivokapić · CT: Trifun Miro Ćirković | Jugoslavia (bandiera) |